# Замок Карлоу

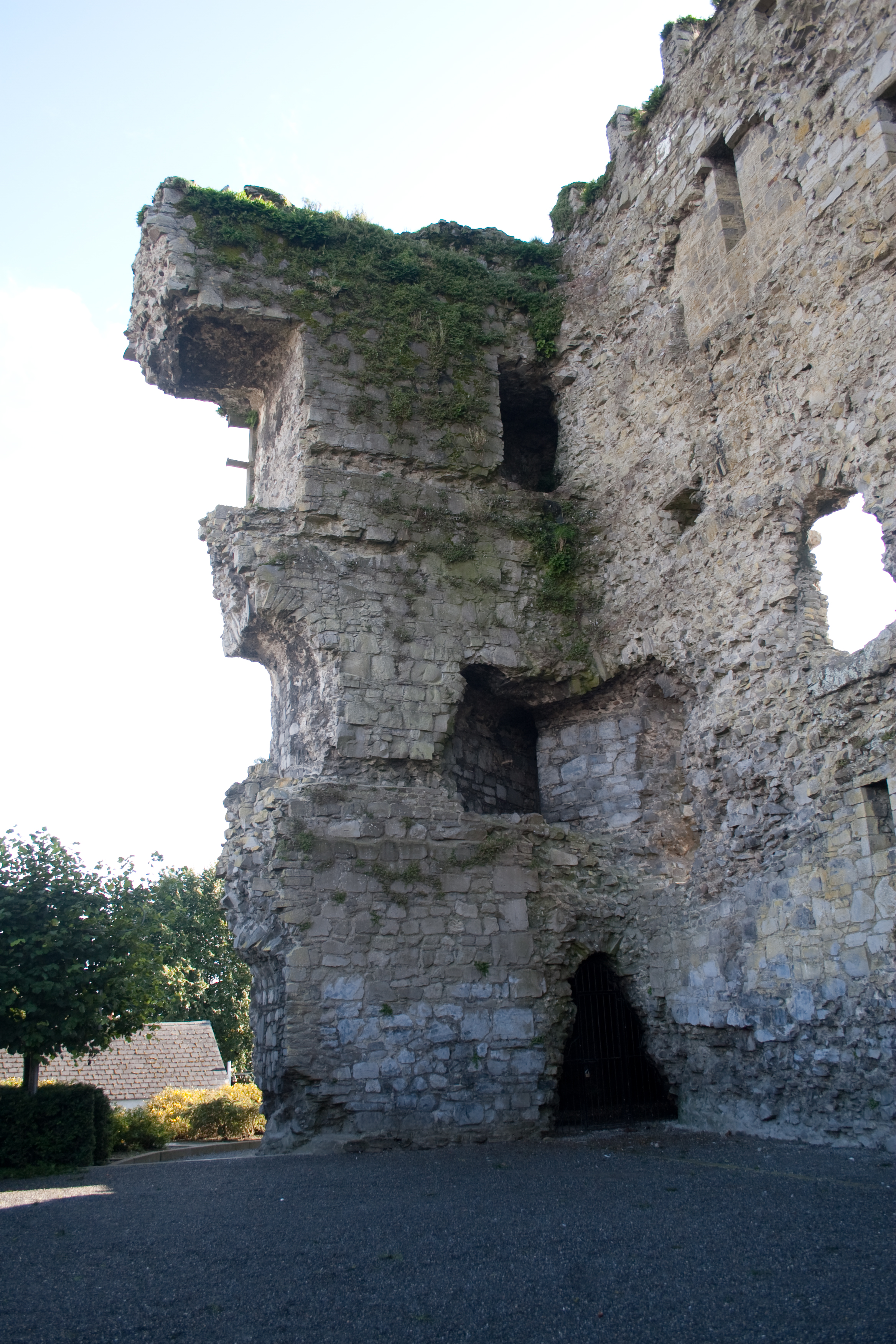
Юго-западная башня замка

Замок Карлоу расположен на берегах реки Барроу около Карлоу в Ирландии. Когда-то это был один из самых впечатляющих нормандских замков в Ирландии, однако в настоящее время сохранились лишь западная стена и две башни. Сейчас замок является центром внимания в рамках обширной кампании по восстановлению памятников Ирландии.

## Особенности
Замок — обособленный донжон из четырёх отсеков, четырёх стен и трёх этажей с обрамлением из башен цилиндрической формы. Он был сложен из горизонтально положенной бутовой кладки с длинными узкими отверстиями, с окнами со средниками, поперечными петлями и стенами с бойницами. Изначально донжон был двухэтажным, третий этаж был надстроен в XV веке. Восточная часть замка была подорвана и разрушена в 1814 году. Западная стена с её обрамлением из башен в форме цилиндров сохранилась и по сей день во всю свою длину. Замок почти полностью был построен из известняка. Он расположен на искусственно выравненной вершине каменистого холма, на месте слияния двух рек — Барроу и Баррен.

## История
Донжон являлся трёхэтажной прямоугольной конструкцией с цилиндрическими башнями на углах. Возможно замок был построен в период с 1207 по 1213 годы Уильямом Маршалом на месте мотт и бейли, сооружённого в 1180-х годах Хью де Лэйси. Возможно, это один из самых ранних примеров четырёхбашенных донжонов в Британии или Ирландии. Вход на первый этаж на севере и проход на все этажи с полом, обшитым деревом, шёл через каменную лестницу в толще западной стены. В 1306 году владение замком перешло в руки королевской власти, а затем подарено графам Норфолка, которые содержали замок вплоть до конфискации в 1537 году. Джеймс Фицджеральд захватил его в 1494 году, затем он был взят Томасом Фицджеральдом в 1535 году и переходил из рук в руки несколько раз до того момента, когда его купил Донах О’Брайан, граф Тормонда в 1616 году. Замок пал во времена Объединённых войн в Ирландии в 1642 году. В этот год отделение из армии Графа Ормонда спасло 500 голодавших английских узников из замка. Замок позже был возвращён Ормондам после освобождения Генри Айртоном в 1650 году. Позднее был передан семейству Гамильтонов.
В 1813 году семья Гамильтонов сдала замок в аренду физику доктору Филиппу Пэрри Прайс Миддлтону, который потратил 2000 фунтов стерлингов в попытке сделать из него сумасшедший дом. 13 февраля 1814 года доктор, пытаясь создать подземный коридор, использовал взрывчатку, что привело к разрушению восточной стены и падению восточных башен и примыкающих стен. Каменная кладка впоследствии развалилась и была растащена.

## Раскопки
Область замка впервые были раскопана в 1996 году группой археологов под руководством доктора О’Коннора из Государственной службы Ирландии. В 1997 году журнал «Archaeology Ireland» опубликовал результаты находок доктора. Восьминедельные раскопки проходили в мае-июле, упор в работе был сделан на выяснение внутренней отделки башенного донжона. Нахождение остатков ряда дыр в закруглённых рвах, проходящих под стенами донжона и их последующее датирование было важным результатом. Остатки печей для засушки семян были обнаружены к северу, также встретившиеся под местом, где изначально была западная стена донжона. Похоже, что они относятся к одному времени с дырами во рвах, окопами. Эти особенности были интерпретированы, как изображающие остатки более раннего замка, чьи оборонительные сооружения и постройки были сделаны из земли и древесины. Новая трактовка исторических источников говорит, что эта начальный замок из дерева был построен в начале 1180-х годов Хью де Лейси для Джона де Клахалла.
Архитектура донжона и анализ имеющихся исторических источников указывают на то, что замок был заложен около 1210 года по приказу Уильяма Маршала-старшего, а его завершение длилось годы. В начале строительства донжона вершина холма была расчищена от большинства оборонительных сооружений и построек деревянного замка включительно. Донжон не имел фундамента, и был сооружён на искусственно созданной, сплющенной поверхности земли. Очень малая часть доказательств захватов замка осталась незатронутой во время раскопок.